# Daviesellum
Daviesellum is een muggenondergeslacht uit de familie van de kriebelmuggen (Simuliidae). De wetenschappelijke naam van het ondergeslacht is voor het eerst geldig gepubliceerd in 1997 door Takaoka en Adler (als geslacht).